# Autothyse
L'autothyse, l'autothysis ou l'altruisme suicidaire, est un mécanisme de défense par lequel un animal se détruit par une rupture interne ou l'explosion d'un organe qui rompt la peau. Certains insectes ont des cellules spéciales dans leur corps, des glandes, qui transportent des liquides collants qui sont pulvérisés à l’extérieur du corps, lorsqu'elles sont stimulées par une contraction des muscles autour, destiné à sceller le visage de l'attaquant.
Le terme avait été proposé par Ulrich Maschwitz et Éléonore Maschwitz en 1974, afin de décrire le phénomène, produit lors de circonstances extrêmes, connues par les insectes, généralement lorsqu'elles ou leurs compagnons sont en situation de danger.

## L'autothyse chez Serritermitidae
Serritermitidae est une famille de termites qui se tordent si violemment qu'ils rompent les glandes qui vaporisent une substance capable de bloquer les tunnels, lorsque le nid est attaqué. Lors d'une attaque, le plus souvent les termites fuient leur nid, surtout les plus jeunes, les plus âgés, eux, courent vers les attaquants en compagnie des soldats, rompant ainsi leurs glandes interne et externe, mélangeant le contenu et les pulvérisant vers l'extérieur, vers les ennemis.

## L'autothyse dans la culture populaire

### Plague Inc.
Exclusif au DLC Necroa Virus, l'autothyse est un symptôme de niveau 11, provoquant un mélange explosif de sulfure d'hydrogène et de méthane dans le corps des zombies, les permettant d'exploser, les rendant plus agressif au combat contre Z Com.